# Закон о справедливых условиях труда (1938)
Закон о справедливых условиях труда (англ. Fair Labor Standards Act of 1938, FLSA) — американский законодательный акт, принятый Конгрессом США в период «Нового курса» Франклина Рузвельта — в 1938 году; закон, ставший ключевой частью американского трудового законодательства, устанавливал право на минимальную заработную плату и вводил понятие «сверхурочные выплаты» за работу более 40 часов в неделю. Он также запрещал использование несовершеннолетних в «репрессивном детском труде». Закон являлся «прямым потомком» акта NIRA, создавшего NRA и отменённого Верховным судом, и более раннего законопроекта сенатора Хьюго Блэка.